# 迈克·拉腊比
迈克尔·丹尼·“迈克”·拉腊比（英語：Michael Denny "Mike" Larrabee，1933年12月2日—2003年4月22日），美国前男子田径运动员。他曾在1964年夏季奥运会田径比赛中获得男子400米和4×400米接力金牌。他于2003年12月入选美国田径名人堂。